# Тіткін Віктор Васильович
Тіткін Віктор Васильович — український співак (баритон), Заслужений артист УРСР (1983), соліст Національної філармонії України, професор кафедри теорії та методики постановки голосу Інституту мистецтв НПУ імені М. П. Драгоманова.
Народився 1 січня 1949 року в аулі Кошехабль Краснодарського краю Росії.
В дитинстві з родиною переїхали жити в м. Горлівку на Донеччині. Закінчив Київську державну консерваторію імені П. І. Чайковського (1973), клас І. М. Вілінської. Соліст Національної філармонії України. Баритон. В репертуарі співака: М. Глінка, П. Чайковський. Виконує вокальні твори, пісні та романси Юлія Мейтуса, Платона Майбороди, Івана Карабиця, Олександра Білаша, Олександра Осадчого. Професор Київського Національного педагогічного університету імені М. Драгоманова.
Лауреат Всесоюзного конкурсу (1978).
У шлюбі з Афанасьєвою Нелідою Василівною.

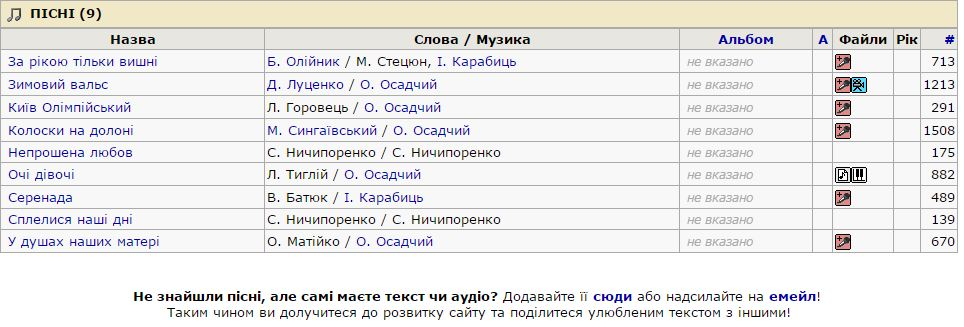

Дискографія: